# Ła-152
Ła-152 (ros. Ла-152) – radziecki odrzutowy prototypowy samolot myśliwski, skonstruowany w II połowie lat 40. XX w. w biurze konstrukcyjnym Ławoczkina jako jeden z pierwszych radzieckich odrzutowych myśliwców.

## Historia
Samolot powstał w toku rozwoju konstrukcji Ła-150 – pierwszego odrzutowego myśliwca Ławoczkina. Prace projektowe prowadzono w nowym zakładzie Ławoczkina nr 301 w Chimkach, równolegle z budową próbnej serii Ła-150. W nowym samolocie „152” (nazywanym nieoficjalnie Ła-152) zastosowano całkowicie zmieniony kadłub, zachowując układ redanowy (dyszę silnika pod belką ogonową), lecz modyfikując go przez przeniesienie silnika do przedniej części kadłuba, a kabiny pilota na grzbiet kadłuba nad dyszę silnika, w okolicy środka ciężkości samolotu, na wzór samolotu Jak-15. Zmiany te pociągnęły za sobą znaczne zwiększenie wysokości kadłuba i zmianę układu samolotu z górnopłatu na średniopłat. Zastosowano poza tym laminarny profil skrzydła, cechujący się mniejszym oporem przy dużych prędkościach. W mniejszym stopniu zmodyfikowano usterzenie. Silnik pozostał ten sam, lecz odchylono go od osi kadłuba pod kątem 6°40'. 
Próby fabryczne samolotu zaczęły się już w październiku 1946 roku, a w listopadzie prototyp został oblatany przez Iwana Fiedorowa (zaledwie dwa miesiące po Ła-150). Próby samolotu wykazały wady, jak mała stabilność kierunkowa, które usunięto na początku 1947 roku.
Dzięki lepszej aerodynamice, samolot był szybszy od nowego myśliwca Jakowlewa z tym samym silnikiem i w tym samym układzie Jak-17 o 90 km/h, miał też większy zasięg. Jednakże miał gorsze charakterystyki startu i lądowania. 
W lipcu 1947 roku rozpoczęto badania państwowe samolotu. Na skutek awarii silnika prototyp musiał jednak przymusowo lądować, doznając uszkodzeń i badań już nie dokończono, ponieważ Ławoczkin skonstruował w tym czasie ulepszony samolot na bazie „152”, Ła-156, z silnikiem z dopalaczem. 
Wersją pochodną „152” był samolot „154” (Ła-154) z silnikiem zamienionym na opracowany w ZSRR TR-1 konstrukcji Liulki. Według obliczeń, miał on osiągać prędkość 1000 km/h. Zbudowano płatowiec samolotu, lecz nie otrzymał on silnika, który wymagał dopracowania. Innymi wersjami pochodnymi były Ła-156 z silnikiem RD-10F z dopalaniem i Ła-160 ze skośnym skrzydłem.

## Opis konstrukcji
Jednosilnikowy całkowicie metalowy średniopłat, ze skrzydłami prostymi o obrysie trapezowym, w układzie klasycznym. Usterzenie klasyczne. Z przodu kadłuba okrągły wlot powietrza do silnika. Silnik w przedniej części kadłuba, z dyszą pod kadłubem (układ redanowy). Kabina pilota blisko środka długości kadłuba, nad dyszą wylotową silnika, zakryta oszkloną osłoną o kształcie kroplowym. Podwozie samolotu trójkołowe, z pojedynczymi kołami, golenie główne chowane do skrzydeł (składane w kierunku od kadłuba), goleń przednia - do kadłuba.
Napęd: silnik turboodrzutowy ze sprężarką osiową RD-10 o ciągu 900 kG. 
Uzbrojenie: 3 działka 23 mm NS-23 z zapasem po 50 nabojów, w przodzie kadłuba.